# Рецитал Ћурчинове поезије
Рецитал Ћурчинове поезије је позоришна представа коју су режирао Јован Ристић на основу сценарија Милана Ћурчина.
Представа је реализована у продукцији позоришта ДАДОВ, као тринаеста премијера омладинског позоришта.
Премијерно приказивање било је 28. децембра 1961.
Музичку пратњу чинио је дупли квинтет Игора Браиловског.

## Улоге
| Лица | Глумци              |
| ---- | ------------------- |
|      | Слободанка Јавичић  |
|      | Бранимир Стојановић |
|      | Предраг Јовановић   |
|      | Владимир Путник     |
|      | Србољуб Милин       |